# KALW
Koordinaten: 37° 45′ 17″ N, 122° 26′ 44″ W
KALW (“Information Radio”) ist eine Public Radio Station aus San Francisco, Kalifornien. Ihr Signal auf UKW 91,7 MHz erreicht die gesamte San Francisco Bay Area. Sie ist neben KQED eine von zwei NPR-Mitgliedstationen in San Francisco.
Die Public Radio Station ist als Klasse-B-Station für 1,9 kW Effektive Strahlungsleistung (ERP) lizenziert. Der Sender sendet von 280 Meter HAAT und erhöht so seine Reichweite beträchtlich. KALW gehört dem San Francisco Unified School District.

## Geschichte
KALW ist die älteste UKW-Station westlich des Mississippi. KALW startete als Experimental-Station von General Electric auf der Weltausstellung 1939 und 1940 in San Francisco.

## Programm
Neben lokalen Programmen, überträgt KALW NPR-Programme, wie All Things Considered und Sendungen des BBC WS. Laut NPR ist KALW einer von „America’s favorite podcasts“.